# Parc Gran Colombiano
El Parc Gran Colombiano és un indret històric i turístic de Colombia que es troba a la localitat de Villa del Rosario, Cúcuta. Està situat en el km 6è de l'Autopista Internacional cap a Veneçuela. Conté les següents cases:
- La Casa de Santander, on l'heroi de la independència Francisco de Paula Santander va viure els seus primers 13 anys;
- El Temple Històric de Cúcuta, on el Congrés de Cúcuta va ser establert i on la Constitució colombiana de 1821 va ser escrita;
- La Casa del Bagatela,[2] utilitzada com a seu del Poder Executiu el 1821;
- El tamariu, arbre sota el qual els editors de la constitució del Virregnat de Nova Granada (ara Colòmbia i Panamà) i els patriotes de Veneçuela van descansar després de les reunions.